# Waldemar Kozuschek
Waldemar Aloisius Kozuschek (ur. 10 maja 1930 w Gliwicach, zm. 10 sierpnia 2009 w Witten) – niemiecki lekarz chirurg i historyk medycyny.
Urodził się w rodzinie górniczej, jego ojciec był sztygarem, uczestnikiem powstań śląskich. Studia medyczne rozpoczął na Wydziale Medycznym Uniwersytetu Wrocławskiego, a ukończył w 1954 w wyłączonej z uczelni Akademii Medycznej. Stopień doktora otrzymał w 1964, habilitował się w 1970 w Śląskiej Akademii Medycznej w Katowicach. Przeniósł się na stałe do Niemiec w 1970, podjął pracę w zespołach medycznych Uniwersytetu w Bonn, początkowo jako adiunkt, a od 1972, po nostryfikacji habilitacji, jako docent i zastępca kierownika Kliniki Chirurgii. Następnie związał się, do czasu przejścia na emeryturę, z Ruhr-Universität Bochum (1975-1996). W 1975 mianowany profesorem nadzwyczajnym, profesorem zwyczajnym został w 1978 roku W 1995 doktorat honoris causa nadała mu Akademia Medyczna we Wrocławiu, 29 września 2008 otrzymał Doktorat honoris causa Uniwersytetu Wrocławskiego. Był autorem około trzystu publikacji. Wśród nich były biografie Theodora Billrotha i Jana Mikulicza-Radeckiego. Za swoja pracę otrzymał między innymi nadany mu przez Prezydenta Rzeczypospolitej Krzyż Kawalerski Orderu Zasługi Rzeczypospolitej Polskiej. 20 sierpnia 2009 został pochowany zgodnie z wcześniejszym życzeniem na Cmentarzu św. Wawrzyńca we Wrocławiu.

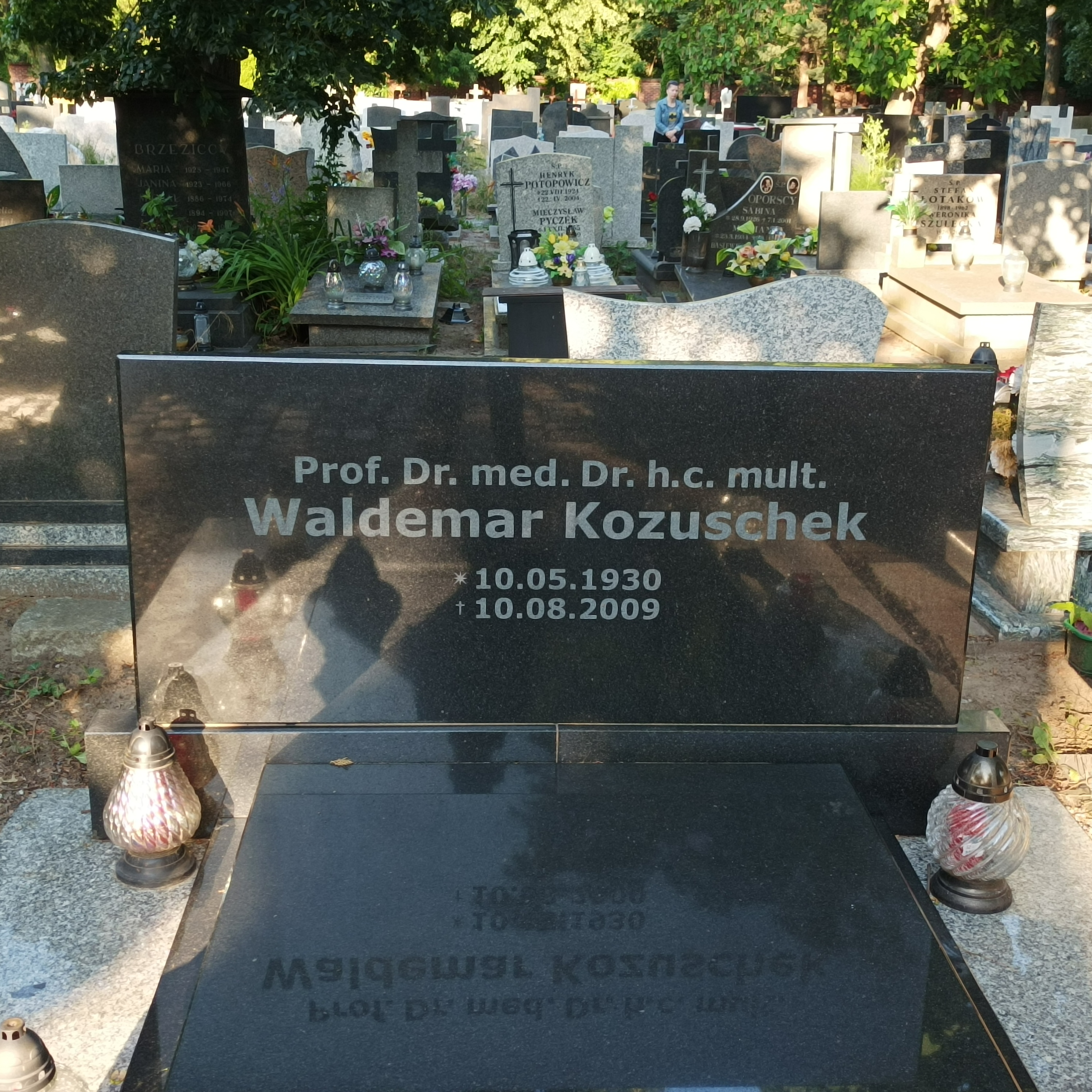
Grób prof. Waldemara Kozuschka na cmentarzu św. Wawrzyńca we Wrocławiu